# Viesener Mühle

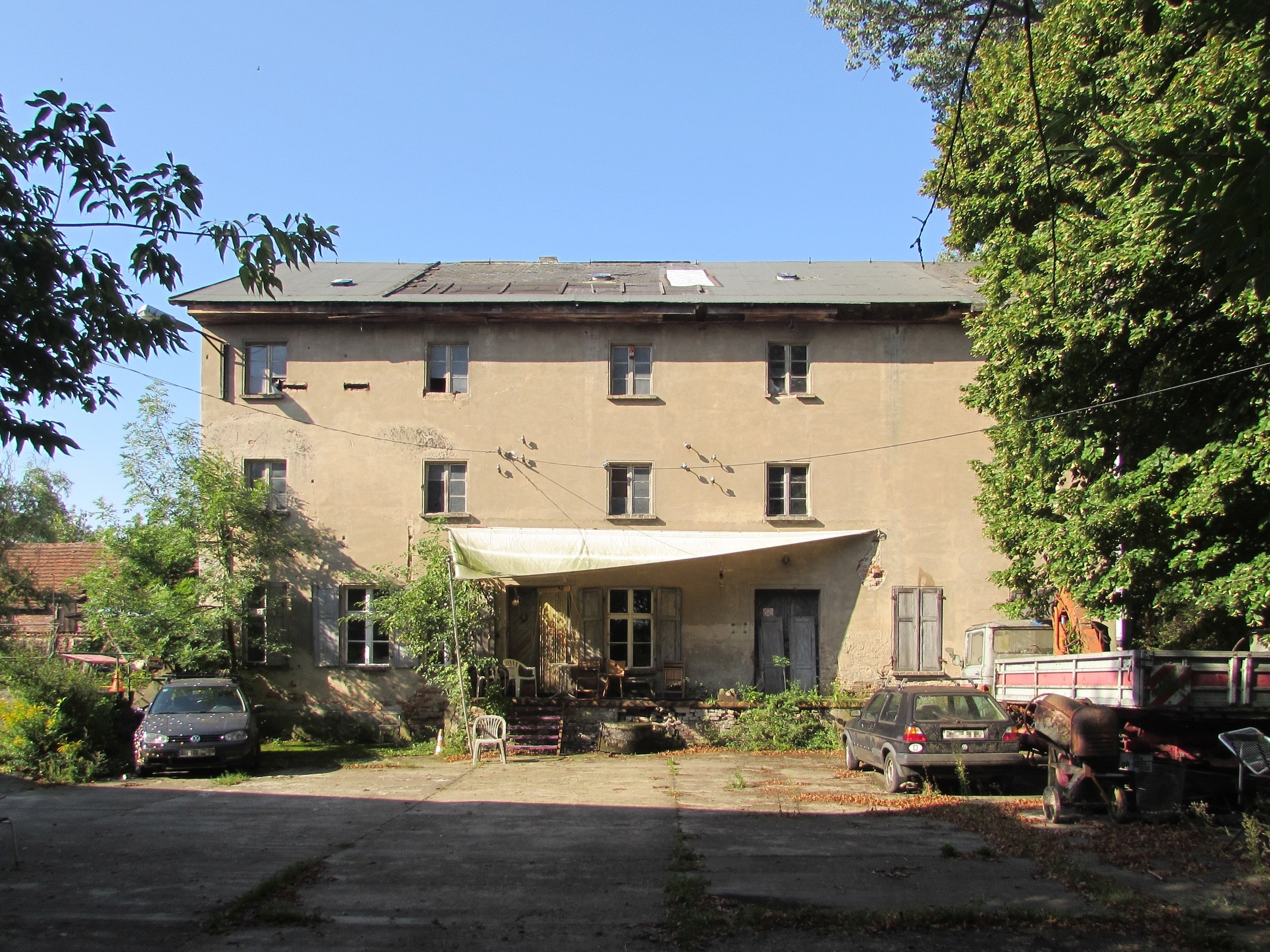
Die alte Wassermühle von Osten

Die Viesener Mühle ist eine stillgelegte Wassermühle im Verlauf des Flusses Buckau in der früher selbstständigen Gemeinde Viesen. Seit 2001 ist Viesener Mühle ein Wohnplatz der brandenburgischen Gemeinde Rosenau.

## Geschichte

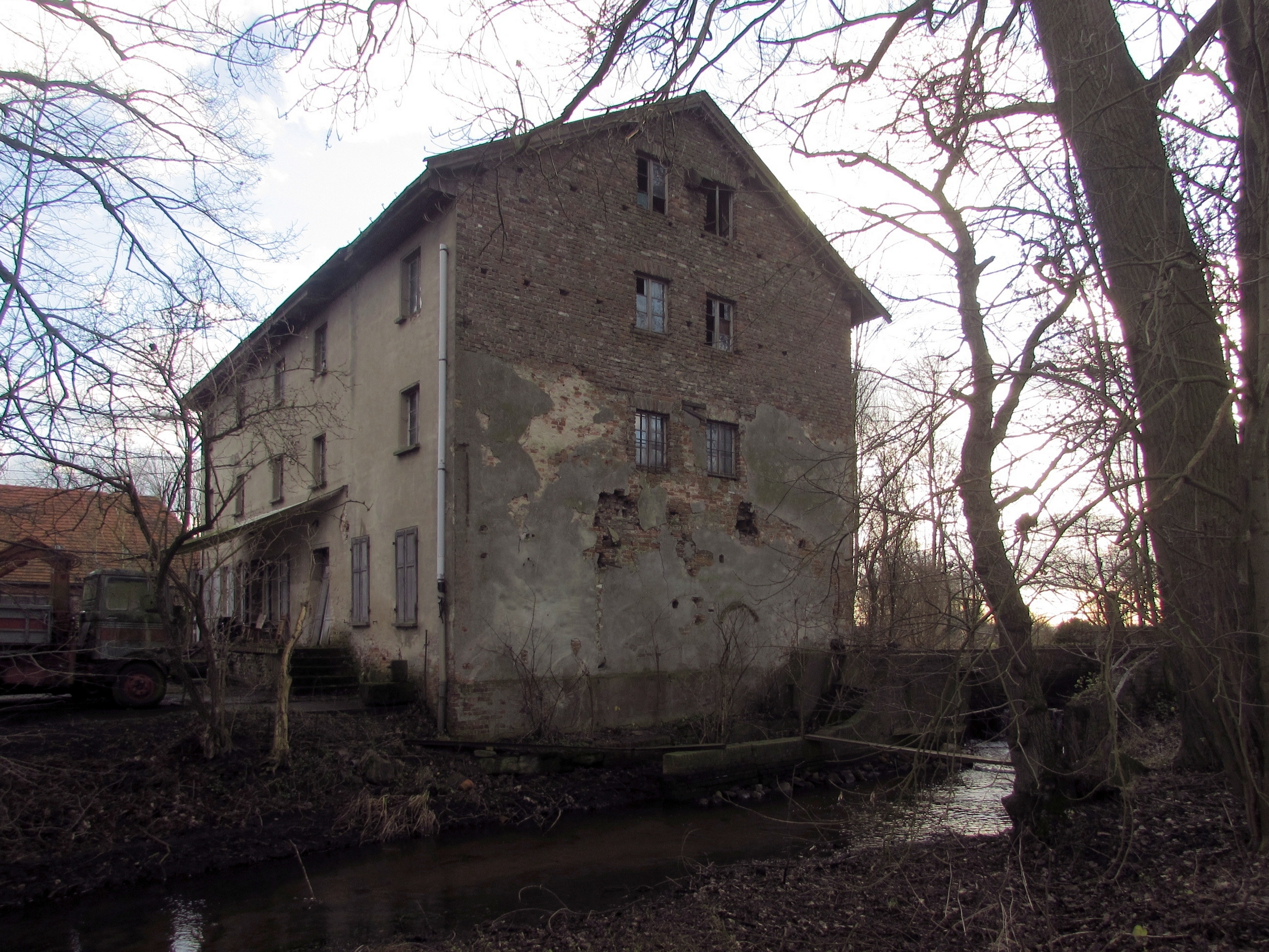
Die Nordseite am Mühlbach Buckau

Im Verlauf des Flusses Buckau entstanden seit dem Mittelalter mehrere Wassermühlen. Das Fiener Bruch ist ein eiszeitlich gebildetes Feuchtgebiet, welches von der Buckau durchflossen wird. Im Bruch, das seit Trockenlegung landwirtschaftlich genutzt wird, errichtete man die Viesener Mühle. Nahe dem Dorf Viesen wurde 1785 eine vom Fluss angetriebene Wassermahlmühle beschrieben. Die Mühle wurde bis 1940 betrieben. Anschließend wurde der Mühlbetrieb eingestellt und Wasserrad und Technik abgebaut. Die Staustufe und das alte Mühlengebäude blieben erhalten. Im Gegensatz zu anderen Buckaumühlen, die zu Kleinwasserkraftwerken umgerüstet wurden, fand derartiges an der Viesener Mühle nicht statt.